# カリシウイルス科
カリシウイルス科（カリシウイルスか、Family Caliciviridae）とはウイルスの分類におけるピコルナウイルス目に属する一科で、2019年現在、11属13種に分類されている。。カリシウイルス科に属するウイルスは直径30 - 38 nmの正二十面体構造のビリオンを形成し、単一のプラス鎖一本鎖RNAをゲノムに持ち、2 - 3種類のORFが存在する。エンベロープを持たないためクロロホルムやエーテルに対する耐性を持つ。酸（pH3-5）によって不活化される。ネガティブ染色による電子顕微鏡観察ではビリオンは「ダビデの星」と呼ばれる特徴的な形態を示す。
宿主は脊椎動物で、ヒト、ウシ、ブタ、ネコ、イルカ、ニワトリ、爬虫類、両生類などが知られている。代表的な種としては、ヒトなどの感染性胃腸炎の原因となるノーウォークウイルス、ネコの呼吸器疾患を引き起こす猫カリシウイルス、ウサギに出血病を起こす兎出血病ウイルスが挙げられる。

## 分類
- ベシウイルス属 Genus Vesivirus
  - 猫カリシウイルス（Feline calicivirus）
  - 豚水疱疹ウイルス（Vesicular exanthema of swine virus）
- ラゴウイルス属 Genus Lagovirus
  - 兎出血病ウイルス（Rabbit hemorrhagic disease virus）
  - ヨーロッパ褐色野兎症候群ウイルス（European brown hare syndrome virus）
- ノロウイルス属 Genus Norovirus
  - ノーウォークウイルス（Norwalk virus）
- サポウイルス属 Genus Sapovirus
  - サッポロウイルス (Sapporo virus)
- ネボウイルス属 Genus Nebovirus
  - Newbury-1 virus